# Henrik Samuelsson
Pour les articles homonymes, voir Samuelsson.
Henrik Samuelsson (né le 7 février 1994 à Scottsdale, dans l'État de l'Arizona aux États-Unis) est un joueur professionnel américain de hockey sur glace d'origine suédoise. Il évolue au poste d'attaquant. Il est le fils d'Ulf Samuelsson et le frère de Philip Samuelsson.

## Biographie

### Carrière en club
Formé aux États-Unis, il débute en senior avec le MODO Hockey  dans l'Elitserien en 2011-2012. Il dispute quinze matchs avant de retourner en Amérique du Nord. Il évolue avec les Oil Kings d'Edmonton dans la Ligue de hockey de l'Ouest. Il est choisi au premier tour en vingt-septième position lors du repêchage d'entrée dans la LNH 2012 par les Coyotes de Phoenix. Il remporte la Coupe Ed Chynoweth 2012 et 2014 ainsi que la Coupe Memorial 2014 avec les Oil Kings. Il passe professionnel en 2014 avec les Pirates de Portland, club ferme des Coyotes dans la Ligue américaine de hockey. Son frère Philip est également membre de l'organisation. Le 26 février 2015, il joue son premier match dans la Ligue nationale de hockey avec les Coyotes de l'Arizona chez les Rangers de New York.

### Carrière internationale
Il représente les États-Unis en sélections jeunes.

## Trophées et honneurs personnels

### Coupe Memorial
- 2012 : nommé dans l'équipe type.
- 2014 : termine meilleur pointeur.
- 2014 : nommé dans l'équipe type.

## Statistiques

### En club
| Saison    | Équipe                 | Ligue      |    | Saison régulière | Saison régulière | Saison régulière | Saison régulière | Saison régulière |    | Séries éliminatoires | Séries éliminatoires | Séries éliminatoires | Séries éliminatoires | Séries éliminatoires |
| Saison    | Équipe                 | Ligue      | PJ | B                | A                | Pts              | Pun              | PJ               | B  | A                    | Pts                  | Pun                  |                      |                      |
| 2010-2011 | États-Unis             | USHL       | 27 | 4                | 7                | 11               | 78               | -                | -  | -                    | -                    | -                    |                      |                      |
| 2011-2012 | MODO Hockey            | Elitserien | 15 | 0                | 2                | 2                | 12               | -                | -  | -                    | -                    | -                    |                      |                      |
| 2011-2012 | Oil Kings d'Edmonton   | LHOu       | 28 | 7                | 16               | 23               | 42               | 17               | 4  | 10                   | 14                   | 20                   |                      |                      |
| 2012-2013 | Oil Kings d'Edmonton   | LHOu       | 69 | 33               | 47               | 80               | 97               | 22               | 11 | 8                    | 19                   | 43                   |                      |                      |
| 2013-2014 | Oil Kings d'Edmonton   | LHOu       | 65 | 35               | 60               | 95               | 97               | 14               | 2  | 13                   | 15                   | 31                   |                      |                      |
| 2014-2015 | Pirates de Portland    | LAH        | 68 | 18               | 22               | 40               | 56               | 5                | 2  | 3                    | 5                    | 13                   |                      |                      |
| 2014-2015 | Coyotes de l'Arizona   | LNH        | 3  | 0                | 0                | 0                | 2                | -                | -  | -                    | -                    | -                    |                      |                      |
| 2015-2016 | Falcons de Springfield | LAH        | 43 | 3                | 9                | 1                | 30               | -                | -  | -                    | -                    | -                    |                      |                      |
| 2016-2017 | Roadrunners de Tucson  | LAH        | 20 | 2                | 1                | 3                | 16               | -                | -  | -                    | -                    | -                    |                      |                      |
| 2016-2017 | Condors de Bakersfield | LAH        | 5  | 0                | 0                | 0                | 4                | -                | -  | -                    | -                    | -                    |                      |                      |
| 2017-2018 | Steelheads de l'Idaho  | ECHL       | 49 | 16               | 27               | 43               | 96               | -                | -  | -                    | -                    | -                    |                      |                      |
| 2017-2018 | IceHogs de Rockford    | LAH        | 25 | 9                | 3                | 12               | 33               | 4                | 0  | 0                    | 0                    | 2                    |                      |                      |
| 2018-2019 | IceHogs de Rockford    | LAH        | 40 | 2                | 5                | 7                | 33               | -                | -  | -                    | -                    | -                    |                      |                      |
| 2018-2019 | Steelheads de l'Idaho  | ECHL       | 23 | 5                | 5                | 10               | 24               | 11               | 5  | 3                    | 8                    | 16                   |                      |                      |
| 2019-2020 | Manchester Storm       | EIHL       | 31 | 5                | 7                | 12               | 24               | -                | -  | -                    | -                    | -                    |                      |                      |

### En équipe nationale
| Année | Équipe         | Évènement                    |   | PJ | B | A | Pts | Pun | +/-           |  | Résultat |
| 2015  | États-Unis U18 | Championnat du monde -18 ans | 6 | 0  | 1 | 1 | 4   | -3  | Médaille d'or |  |          |